# بوتي (مونتانا)
بيوت، مونتانا هي مدينة في ولاية مونتانا الأمريكية.

## التركيبة السكانية
حدّد مكتب تعداد الولايات المتحدة بيانات التركيبة السكانية لبوتي في تعداد الولايات المتحدة. في ما يلي، التركيبة السكانية حسب تعدادي 2000 و2010.

### تعداد عام 2000
بلغ عدد سكان بوتي 33,892 نسمة بحسب تعداد عام 2000، وبلغ عدد الأسر 14,135 أسرة وعدد العائلات 8,736 عائلة مقيمة في المنطقة السكنية. في حين سجلت الكثافة السكانية 18.3 نسمة لكل كيلومتر مربع (47.4/ميل2). وبلغ عدد الوحدات السكنية 15,833 وحدة بمتوسط كثافة قدره 8.5 لكل كيلومتر مربع (22.0/ميل2).
وتوزع التركيب العرقي للمنطقة السكنية بنسبة 95.38% من البيض و0.16% من الأمريكيين الأفارقة و1.99% من الأمريكيين الأصليين و0.43% من الأمريكيين ذوي الأصول الآسيوية و0.06% من سكان جزر المحيط الهادئ و0.59% من الأعراق الأخرى و1.39% من عرقين مختلطين أو أكثر و2.74% من الهسبانيون أو اللاتينيون من أي عرق.
بلغ عدد الأسر 14,135 أسرة كانت نسبة 30.1% منها لديها أطفال تحت سن الثامنة عشر تعيش معهم، وبلغت نسبة الأزواج القاطنين مع بعضهم البعض 47.7% من أصل المجموع الكلي للأسر، ونسبة 10.5% من الأسر كان لديها معيلات من الإناث دون وجود شريك، بينما كانت نسبة 3.6% من الأسر لديها معيلون من الذكور دون وجود شريكة وكانت نسبة 38.2% من غير العائلات. تألفت نسبة 32.8% من أصل جميع الأسر من عدة أفراد يعيشون في نفس المنزل ونسبة 13.8% كانت تتألف من شخص يعيش بمفرده يبلغ من العمر 65 عاماً أو أكثر. وبلغ متوسط حجم الأسرة المعيشية 2.32، أما متوسط حجم العائلات فبلغ 2.97.
بلغ العمر الوسطي للسكان 38.9 عاماً. وكانت نسبة 23.4% من القاطنين تحت سن الثامنة عشر، وكانت نسبة 8.9% بين الثامنة عشر والرابعة والعشرين عاماً، ونسبة 25.9% كانت واقعةً في الفئة العمرية ما بين الخامسة والعشرين والرابعة والأربعين عاماً، ونسبة 23.6% كانت ما بين الخامسة والأربعين والرابعة والستين، ونسبة 14.9% كانت ضمن فئة الخامسة والستين عاماً فما فوق. يوجد لكل 100 أنثى 97.1 ذكر، ويوجد لكل 100 أنثى في الثامنة عشر من عمرها فما فوق 95.3 ذكر.
بلغ متوسط دخل الأسرة في المنطقة السكنية 30,516 دولارًا، أما متوسط دخل العائلة فبلغ 40,186 دولارًا. وكان متوسط دخل الذكور 31,409 دولارًا مقابل 21,626 دولارًا للإناث. وسجل دخل الفرد الخاص بالمنطقة السكنية 17,068 دولارًا. وكانت نسبة 10.7% من العائلات ونسبة 15% من السكان تحت خط الفقر، وكان من هؤلاء نسبة 19.5% تحت سن الثامنة عشر ونسبة 9% في الخامسة والستين من العمر وما فوق.

### تعداد عام 2010
بلغ عدد سكان بوتي 33,525 نسمة بحسب تعداد عام 2010، وبلغ عدد الأسر 14,628 أسرة وعدد العائلات 8,476 عائلة مقيمة في المنطقة السكنية. في حين سجلت الكثافة السكانية 18.1 نسمة لكل كيلومتر مربع (46.9/ميل2). وبلغ عدد الوحدات السكنية 16,373 وحدة بمتوسط كثافة قدره 8.8 لكل كيلومتر مربع (22.8/ميل2).
وتوزع التركيب العرقي للمنطقة السكنية بنسبة 94.45% من البيض و0.33% من الأمريكيين الأفارقة و1.89% من الأمريكيين الأصليين و0.48% من الأمريكيين ذوي الأصول الآسيوية و0.06% من سكان جزر المحيط الهادئ و0.69% من الأعراق الأخرى و2.11% من عرقين مختلطين أو أكثر و3.66% من الهسبانيون أو اللاتينيون من أي عرق.
بلغ عدد الأسر 14,628 أسرة كانت نسبة 26% منها لديها أطفال تحت سن الثامنة عشر تعيش معهم، وبلغت نسبة الأزواج القاطنين مع بعضهم البعض 42.2% من أصل المجموع الكلي للأسر، ونسبة 10.6% من الأسر كان لديها معيلات من الإناث دون وجود شريك، بينما كانت نسبة 5.1% من الأسر لديها معيلون من الذكور دون وجود شريكة وكانت نسبة 42.1% من غير العائلات. تألفت نسبة 35.1% من أصل جميع الأسر من عدة أفراد يعيشون في نفس المنزل ونسبة 13.7% كانت تتألف من شخص يعيش بمفرده يبلغ من العمر 65 عاماً أو أكثر. وبلغ متوسط حجم الأسرة المعيشية 2.22، أما متوسط حجم العائلات فبلغ 2.87.
بلغ العمر الوسطي للسكان 41.3 عاماً. وكانت نسبة 21% من القاطنين تحت سن الثامنة عشر، وكانت نسبة 10.8% بين الثامنة عشر والرابعة والعشرين عاماً، ونسبة 22.6% كانت واقعةً في الفئة العمرية ما بين الخامسة والعشرين والرابعة والأربعين عاماً، ونسبة 29.1% كانت ما بين الخامسة والأربعين والرابعة والستين، ونسبة 16.4% كانت ضمن فئة الخامسة والستين عاماً فما فوق. وتوزع التركيب الجنسي للسكان بنسبة 50.5% ذكور و49.5% إناث.

## المناخ
يظهر الجدول التالي التغييرات المناخية على مدار السنة لبوتي:
| البيانات المناخية لـبوتي              | البيانات المناخية لـبوتي | البيانات المناخية لـبوتي | البيانات المناخية لـبوتي | البيانات المناخية لـبوتي | البيانات المناخية لـبوتي | البيانات المناخية لـبوتي | البيانات المناخية لـبوتي | البيانات المناخية لـبوتي | البيانات المناخية لـبوتي | البيانات المناخية لـبوتي | البيانات المناخية لـبوتي | البيانات المناخية لـبوتي | البيانات المناخية لـبوتي |
| الشهر                                 | يناير                    | فبراير                   | مارس                     | أبريل                    | مايو                     | يونيو                    | يوليو                    | أغسطس                    | سبتمبر                   | أكتوبر                   | نوفمبر                   | ديسمبر                   | المعدل السنوي            |
| ------------------------------------- | ------------------------ | ------------------------ | ------------------------ | ------------------------ | ------------------------ | ------------------------ | ------------------------ | ------------------------ | ------------------------ | ------------------------ | ------------------------ | ------------------------ | ------------------------ |
| الدرجة القصوى °ف (°م)                 | 58 (14)                  | 61 (16)                  | 69 (21)                  | 83 (28)                  | 90 (32)                  | 97 (36)                  | 100 (38)                 | 99 (37)                  | 93 (34)                  | 85 (29)                  | 69 (21)                  | 66 (19)                  | 100 (38)                 |
| متوسط درجة الحرارة الكبرى °ف (°م)     | 29.7 (−1.3)              | 34.7 (1.5)               | 42.1 (5.6)               | 51.6 (10.9)              | 60.8 (16.0)              | 70.7 (21.5)              | 79.8 (26.6)              | 79.0 (26.1)              | 67.0 (19.4)              | 55.5 (13.1)              | 38.9 (3.8)               | 29.9 (−1.2)              | 53.4 (11.9)              |
| متوسط درجة الحرارة الصغرى °ف (°م)     | 5.4 (−14.8)              | 9.6 (−12.4)              | 18.5 (−7.5)              | 26.4 (−3.1)              | 34.3 (1.3)               | 41.4 (5.2)               | 45.5 (7.5)               | 44.1 (6.7)               | 35.3 (1.8)               | 26.2 (−3.2)              | 15.3 (−9.3)              | 5.7 (−14.6)              | 25.6 (−3.6)              |
| أدنى درجة حرارة °ف (°م)               | −48 (−44)                | −52 (−47)                | −36 (−38)                | −16 (−27)                | 9 (−13)                  | 22 (−6)                  | 28 (−2)                  | 23 (−5)                  | 3 (−16)                  | −23 (−31)                | −42 (−41)                | −52 (−47)                | −52 (−47)                |
| الهطول إنش (مم)                       | 0.53 (13)                | 0.47 (12)                | 0.83 (21)                | 1.02 (26)                | 2.02 (51)                | 2.07 (53)                | 1.47 (37)                | 1.36 (35)                | 1.09 (28)                | 0.79 (20)                | 0.60 (15)                | 0.53 (13)                | 12.78 (324)              |
| متوسط تساقط الثلوج إنش (سم)           | 8.4 (21)                 | 7.6 (19)                 | 10.7 (27)                | 8.6 (22)                 | 3.3 (8.4)                | 0.2 (0.51)               | 0.0 (0.0)                | 0.3 (0.76)               | 1.1 (2.8)                | 4.5 (11)                 | 7.4 (19)                 | 8.3 (21)                 | 60.4 (152.47)            |
| متوسط أيام هطول الأمطار (≥ 0.01 inch) | 7.9                      | 6.0                      | 7.6                      | 8.1                      | 9.4                      | 9.0                      | 6.1                      | 5.1                      | 6.1                      | 6.7                      | 6.7                      | 7.6                      | 86.3                     |
| متوسط الأيام المثلجة (≥ 0.1 inch)     | 7.8                      | 7.6                      | 9.6                      | 6.6                      | 2.7                      | 0.4                      | 0.0                      | 0.1                      | 0.8                      | 3.2                      | 7.2                      | 8.5                      | 54.5                     |
| المصدر: NOAA                          |                          |                          |                          |                          |                          |                          |                          |                          |                          |                          |                          |                          |                          |

## توأمة
لبوتي (مونتانا) اتفاقيات توأمة مع:
- آلتنشتايغ

## أعلام
- باربرا إرينريك
- جيمس إي. موراي
- جيم باول
- ليفي ليفيمير
- جون إس. هاريس
- دانيال إلمر سالمون
- هنري دبليو. لورد
- جيم ديلاني
- مارثا راي
- روبرت أونيل